# تحالف الأباطرة الثلاثة

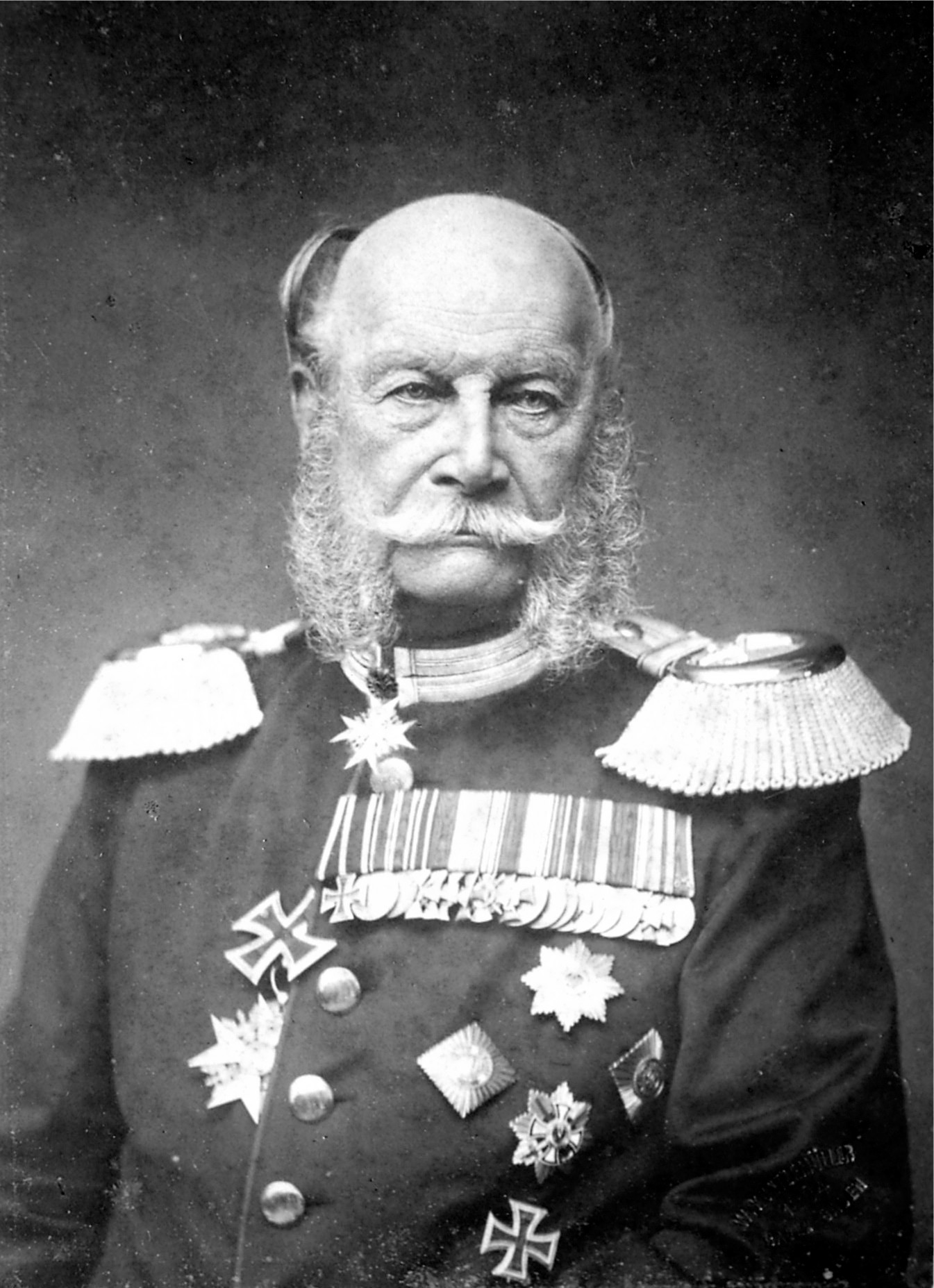

تحالف الأباطرة الثلاثة أو عصبة الأباطرة الثلاثة (الروسية: Союз трёх императоров) (بالألمانية: Dreikaiserabkommen) كان تحالفًا بين الإمبراطورية الألمانية والإمبراطورية الروسية والإمبراطورية النمساوية المجرية، 1873-1887. كان هدفه هو جعل أوروبا سلمية على أساس توازن القوى. وهدفه ضمان السلام بين هذه الدول العظمى في حالة اشتباك إحداها في حرب . وقد هزته الحرب الروسية التركية (1877-1878) هزًا شديدًا وتوارى عن الأنظار بعقد التحالف الثنائي بين ألمانيا والنمسا عام 1879، وهو الذي صار فيما بعد التحالف الثلاثي بانضمام إيطاليا إليه عام 1882.